# Eccellenza Basilicata 2020-2021
Il campionato italiano di calcio di Eccellenza regionale 2020-2021 è il trentesimo organizzato in Italia. Rappresenta il quinto livello del calcio italiano.

## Stagione

### Formula
Dopo le vicissitudini della scorsa stagione, le classifiche dei vari campionati dilettantistici vengono cristallizzate e a retrocedere “d’ufficio” dalla Serie D vi è il Grumentum Val D’Agri che si sposta a Corleto Perticara (PZ), cambiandone sede societaria onde poter giocare nella confinante provincia materana. Il Francavilla sul Sinni invece, retrocesso anch’esso sul campo, viene ripescato a completamento degli organici di Serie D, permettendo così il ripescaggio in Eccellenza al Latronico Terme. Al posto dell’Atletico Lauria che non si iscrive, viene ripescata l’Elettra Marconia, oltre al Paternicum, il quale viene promosso direttamente in Eccellenza, risultando vincitore (al momento del blocco dei campionati) del campionato di Promozione Basilicata 2019-2020. La formula iniziale, scelta con i ripescaggi, è di un campionato con 16 squadre.

### Aggiornamenti
A seguito del DPCM del 24 ottobre 2020 sull'aggravarsi della pandemia di COVID-19 del 2020 in Italia, il calcio dilettantistico è stato sospeso fino al 24 novembre 2020, poi fino al 5 dicembre 2020 e infine fino al 16 gennaio 2021. Al fine di contenere l'emergenza COVID-19, la LND ha disposto la sospensione dei campionati dilettantistici fino a data da destinarsi.
A marzo 2021, a rispondere all’appello del CR Basilicata per la ripresa dei campionati, vi sono soltanto 5 squadre: Castelluccio, Grumentum Val d’Agri, Montescaglioso, Melfi e Ripacandida.
Sono soltanto queste a chiedere di riprendere il torneo, mentre a tutte le altre squadre viene garantita la salvezza, previa pagamento quota d’iscrizione per la stagione successiva. A causa dell’esiguo numero di adesioni, la FIGC blocca le promozioni in D, rifiutando la richiesta di deroga da parte dei 5 club lucani e annullando di conseguenza il campionato.

## Squadre partecipanti
| Club                             | Città (provincia)           | Stadio                        | Stagione precedente                     |
| -------------------------------- | --------------------------- | ----------------------------- | --------------------------------------- |
| Brienza Calcio                   | Brienza (PZ)                | Stadio Enzo Taddeo            | 4º in Eccellenza Basilicata             |
| A.S.D. Circolo Sport Vultur 1921 | Rionero in Vulture (PZ)     | Stadio Pasquale Corona        | 3º in Eccellenza Basilicata             |
| U.S. Castelluccio                | Castelluccio Inferiore (PZ) | Stadio Nicola Vulcano         | 9º in Eccellenza Basilicata             |
| A.S.D. Elettra Marconia          | Marconia (MT)               | Comunale Regina - Mauro       | 3º in Promozione Basilicata, ammessa    |
| A.S.D. Ferrandina 17890          | Ferrandina (MT)             | Stadio Santa Maria            | 15º in Eccellenza Basilicata            |
| Grumentum Val d'Agri             | Corleto Perticara (PZ)      | Stadio XXI Settembre (Matera) | 15º in Serie D/H, retrocessa            |
| A.S.D. Pol. Latronico Terme      | Latronico (PZ)              | Stadio comunale               | 16º in Eccellenza Basilicata, ripescata |
| A.S. Melfi                       | Melfi (PZ)                  | Stadio Arturo Valerio         | 6º in Eccellenza Basilicata             |
| Pol. Moliterno                   | Moliterno (PZ)              | Stadio Onofrio Venezia        | 11º in Eccellenza Basilicata            |
| Montescaglioso calcio            | Montescaglioso (MT)         | Stadio comunale Viale Kennedy | 12º in Eccellenza Basilicata            |
| S.C. Paternicum                  | Paterno (PZ)                | Stadio Enzo Taddeo            | 1º in Promozione Basilicata, promossa   |
| A.S.D. Policoro                  | Policoro (MT)               | Stadio Rocco Perriello        | 8º in Eccellenza Basilicata             |
| A.S.D. Pomarico                  | Pomarico (MT)               | Stadio comunale Manferrara    | 10º in Eccellenza Basilicata            |
| A.S.D. Real Senise               | Senise (PZ)                 | Stadio comunale Rossi         | 13º in Eccellenza Basilicata            |
| A.S.D. Real Tolve                | Tolve (PZ)                  | Stadio San Rocco              | 14º in Eccellenza Basilicata            |
| A.S.D. Ripacandida               | Ripacandida (PZ)            | Campo sportivo San Donatello  | 5º in Eccellenza Basilicata             |

## Classifica
|  | Pos. | Squadra          | Pt | G | V | N | P | GF | GS | DR  |
|  | ---- | ---------------- | -- | - | - | - | - | -- | -- | --- |
|  | 1.   | Melfi            | 12 | 4 | 4 | 0 | 0 | 7  | 2  | 5   |
|  | 2.   | Castelluccio     | 10 | 4 | 3 | 1 | 0 | 10 | 2  | 8   |
|  | 3.   | Montescaglioso   | 9  | 4 | 3 | 0 | 1 | 4  | 2  | 2   |
|  | 4.   | Ripacandida      | 9  | 4 | 3 | 0 | 1 | 8  | 4  | 4   |
|  | 5.   | Vultur Rionero   | 7  | 4 | 2 | 1 | 1 | 8  | 6  | 2   |
|  | 6.   | Pomarico         | 5  | 4 | 1 | 2 | 1 | 5  | 5  | 0   |
|  | 7.   | Ferrandina       | 5  | 4 | 1 | 2 | 1 | 3  | 4  | -1  |
|  | 8.   | Brienza          | 4  | 3 | 1 | 1 | 1 | 5  | 4  | 1   |
|  | 9.   | Grumentum Matera | 4  | 2 | 1 | 1 | 0 | 4  | 2  | 2   |
|  | 10.  | Latronico        | 4  | 4 | 1 | 1 | 2 | 6  | 8  | -2  |
|  | 11.  | Paternicum       | 4  | 4 | 1 | 1 | 2 | 4  | 8  | -4  |
|  | 12.  | Policoro         | 4  | 4 | 1 | 1 | 2 | 5  | 3  | 2   |
|  | 13.  | Real Senise      | 3  | 4 | 1 | 0 | 3 | 6  | 7  | -1  |
|  | 14.  | Moliterno        | 1  | 3 | 0 | 1 | 2 | 1  | 3  | -2  |
|  | 15.  | Real Tolve       | 1  | 4 | 0 | 1 | 3 | 4  | 9  | -5  |
|  | 16.  | Marconia         | 1  | 4 | 0 | 1 | 3 | 1  | 12 | -11 |

Legenda:
      Promosso in Serie D 2021-2022
      Retrocesso in Promozione Basilicata 2021-2022
Regolamento:
Tre punti a vittoria, uno a pareggio, zero a sconfitta.
Note:
Non si disputano playoff e playout

## Risultati

### Tabellone
|                      | BRI  | CSV  | CAS  | ELM  | FER  | GRU  | LAT  | MEL  | MOL  | MON  | PAT | POL | POM | RSE  | RTO  | RIP  |
| -------------------- | ---- | ---- | ---- | ---- | ---- | ---- | ---- | ---- | ---- | ---- | --- | --- | --- | ---- | ---- | ---- |
| Brienza Calcio       | –––– | -    | -    | -    | 2-0  | -    | 2-3  | -    | -    | -    | -   | -   | -   | -    | -    | -    |
| CS Vultur 1921       | -    | –––– | -    | -    | -    | -    | -    | -    | -    | -    | 5-1 | -   | -   | -    | -    | 1-4  |
| Castelluccio         | -    | -    | –––– | 6-0  | -    | -    | -    | -    | -    | -    | -   | -   | -   | -    | 2-1  | -    |
| Elettra Marconia     | -    | 0-0  | -    | –––– | -    | -    | -    | -    | -    | 1-2  | -   | -   | -   | -    | -    | -    |
| Ferrandina           | -    | -    | -    | -    | –––– | -    | -    | -    | -    | 1-0  | -   | 1-1 | -   | -    | -    | -    |
| Grumentum Val d'Agri | -    | -    | -    | -    | -    | –––– | -    | -    | -    | -    | -   | -   | -   | -    | -    | -    |
| Latronico Terme      | -    | -    | -    | -    | 1-1  | 1-3  | –––– | -    | -    | -    | -   | -   | -   | -    | -    | -    |
| A.S. Melfi           | -    | -    | -    | -    | -    | -    | 2-1  | –––– | -    | -    | -   | -   | 2-1 | -    | -    | -    |
| Pol. Moliterno       | 1-1  | -    | -    | -    | -    | -    | -    | 0-1  | –––– | -    | -   | -   | -   | -    | -    | -    |
| Montescaglioso       | -    | -    | -    | -    | -    | -    | -    | -    | -    | –––– | 1-0 | 1-0 | -   | -    | -    | -    |
| Paternicum           | -    | -    | 1-1  | -    | -    | -    | -    | -    | -    | -    | -   | -   | -   | 2-1  | -    | -    |
| A.S.D. Policoro      | -    | -    | 0-1  | 4-0  | -    | -    | -    | -    | -    | -    | -   | -   | -   | -    | -    | -    |
| Pomarico             |      | -    | -    | -    | -    | 1-1  | -    | -    | -    | -    | -   | -   | -   | -    | -    | 2-1  |
| Real Senise          | -    | -    | -    | -    | -    | -    | -    | 0-2  | -    | -    | -   | -   | -   | –––– | 4-1  | -    |
| Real Tolve           | -    | 1-2  | -    | -    | -    | -    | -    | -    | -    | -    | -   | -   | 1-1 | -    | –––– | -    |
| Ripacandida          | -    | -    | -    | -    | -    | -    | -    | -    | 1-0  | -    | -   | -   | -   | 2-1  | -    | –––– |